# Luďa Klusáková
Luďa Klusáková (21. září 1950 Praha – 8. dubna 2020) byla česká historička působící v Ústavu světových dějin Filozofické fakulty Univerzity Karlovy.

## Život a studia
Luďa Klusáková přišla na svět do rodiny diplomata Milana Klusáka a profesorky ekonomie Zoe Klusákové-Svobodové. Jejím dědečkem byl prezident ČSSR arm. gen. Ludvík Svoboda.
Jako středoškolačka jevila zájem o velkém množství humanitních oborů jako umění, kultura, literatura a jazyky. Poslední dva roky středoškolského studia absolvovala na mezinárodní škole při OSN. Škola byla bilingvní (angličtina, francouzština) a dle slov Klusákové umožňovala individuální tvorbu studijního programu.
Po střední škole byla přijata na Filozofickou fakultu UK, kde v letech 1968–1973 absolvovala obory historie a francouzština. Během studia se začala specializovat hlavně na sociální dějiny novověku. Studium zakončila magisterskou zkouškou roku 1973.
Zemřela po těžké nemoci 8. dubna 2020
a byla pohřbena v rodinné hrobce prezidenta Ludvíka Svobody na kroměřížském hřbitově.

## Vědecká práce
Po absolutoriu nastoupila jako odborná asistentka do Archivu Univerzity Karlovy, roku 1978 přešla na katedru obecných dějin FF UK, kde roku 1988 dosáhla docentury.
Vědecky se specializovala na evropská města v procesu modernizace.
S účinností od 18. září 2009 byla jmenována profesorkou v oboru historie. Řízení ke jmenování profesorkou probíhalo na Filozofické fakultě Univerzity Palackého v Olomouci.

## Vyznamenání
Chevalier de l'ordre des palmes académiques, řád udělený francouzskou vládou (2005)
Mellon Fellowship Award (1999)